# Fotbalový stadion Frymburk
Fotbalový stadion Frymburk je fotbalový stadion, nacházející se v českém městysi Frymburk, okrese Český Krumlov v Jihočeském kraji a České Republice. Své domácí zápasy zde hraje fotbalový klub FC Šumava Frymburk.

## Popis
Maximální kapacita stadionu je 500 stojících a 150 sedících diváků. Stadion má zavedené umělé osvětlení. Rozměry stadionu jsou 100×61 m. Rozloha stadionu činí 6114 m². Povrch stadionu je tvořen přírodním trávníkem, je zde jedná krytá tribuna. Přístup na stadion je bariérový. Provozovatelem stadionu je fotbalový klub TJ Slavoj Jeseník nad Odrou, majitelem je městys Frymburk. Stadion splňuje podmínky maximálně pro oblastní soutěže, hrají zde všechny věkové kategorie. Celé zázemí prošlo rekonstrukcí, je zde i posezení  pro diváky a občerstvení. Stadion leží v blízkosti rekreační oblasti Lipenské přehrady. Součástí stadionu je hospoda, otevřená pravidelně i mimo fotbalové zápasy.